# Jan Oltmanns
Jan Heyen Oltmanns (* 13. November 1956 in Esens) ist ein deutscher evangelischer Geistlicher und Seemannsdiakon.

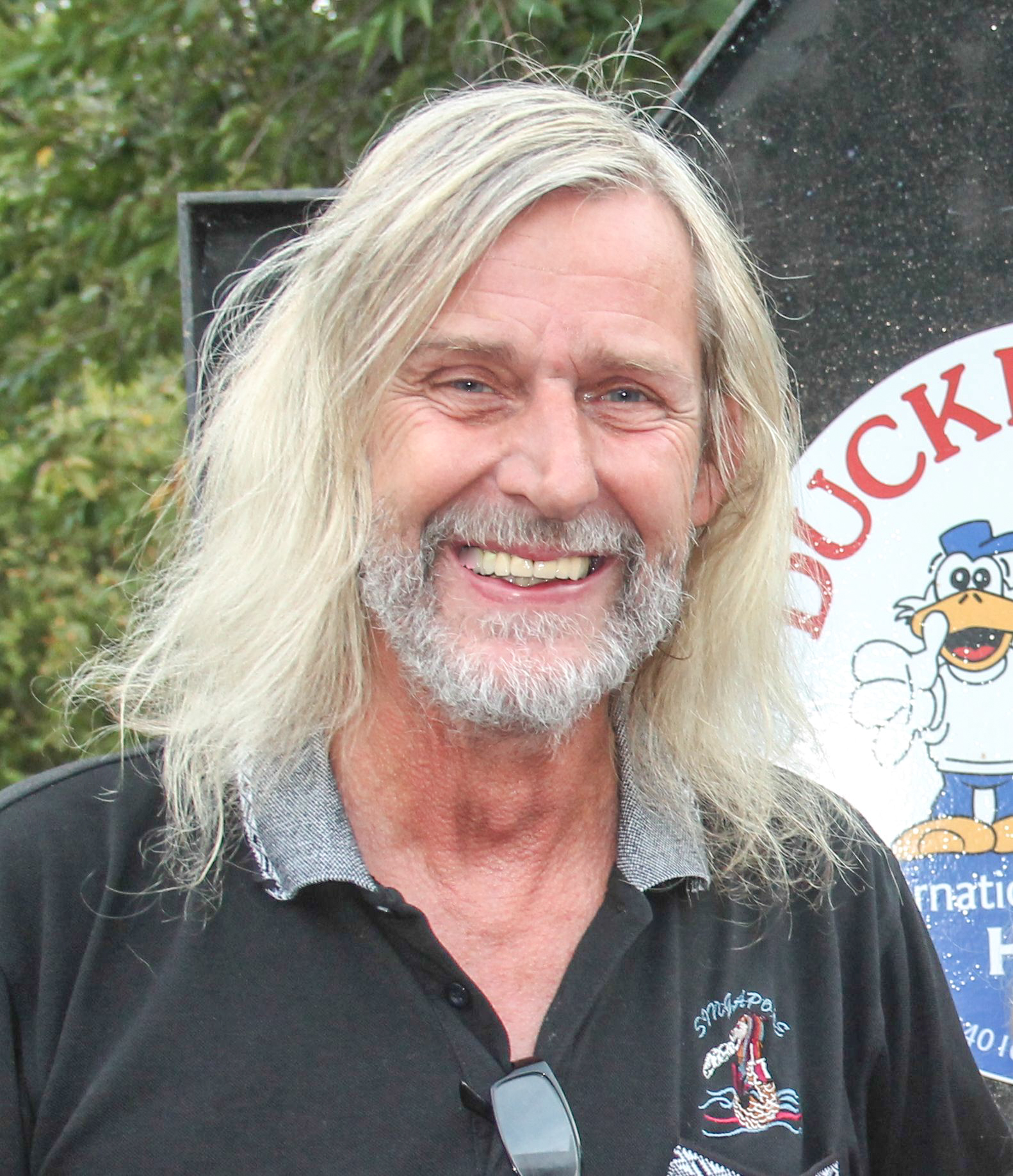
Jan Oltmanns (2018)

## Biografie
Oltmanns kam als ältestes von vier Kindern eines Pastors und einer Kindergärtnerin zur Welt. Als Junge half er an Weihnachten seinem Vater, warme Kleidung im Emder Seemannsheim zu verteilen. Im Alter von 18 Jahren kam er nach Hamburg. Er leistete seinen Zivildienst und ein Freiwilliges Soziales Jahr bei der Deutschen Seemannsmission in Altona. Anfang 1978 ging er nach Bremerhaven und arbeitete in dem wenige Monate zuvor im Containerhafen eröffneten Seemannsclub „Gute Stube“. Es folgte ein Studium mit Schwerpunkt Jugendarbeit an der Evangelischen Fachhochschule für Sozialpädagogik sowie eine Ausbildung zum Diakon am Rauhen Haus.
Er bewarb sich als Bordbetreuer bei der Deutschen Seemannsmission Hamburg-Harburg. Stattdessen wurde ihm der Aufbau des Internationalen Seemannsklubs Duckdalben übertragen, dessen Leitung er im März 1986 übernahm und seither gemeinsam mit Diakonin Anke Wibel innehat. Seit Eröffnung besuchten bis Ende 2018 mehr als 1.000.000 Gäste aus mehr als 100 Ländern der Erde den Club.
Im August 2022 ging er in den Ruhestand.

## Ehrungen
- 1996: Portugaleser in Silber für Verdienste um das Wohl Hamburger Bürger[5]
- 2012: Verdienstkreuz am Bande der Bundesrepublik Deutschland[6][7]